# Explicit Game
Albums de Dru Down
Fools from the Streets
(1993) Can You Feel Me
(1996)
Singles
1. Pimp of the Year
Sortie : 1994

Explicit Game est le deuxième album studio de Dru Down, sorti le 6 septembre 1994.
L'album reprend une partie des titres publiés dans le premier opus du rappeur et la même illustration de la pochette.
Il s'est classé 31e au Top R&B/Hip-Hop Albums et 46e au Heatseekers.

## Liste des titres
| No  | Titre                                                                                     | Contient un (des) sample(s) de                                                             | Durée |
| --- | ----------------------------------------------------------------------------------------- | ------------------------------------------------------------------------------------------ | ----- |
| 1.  | Pimp of the Year (Produit par Ant Banks et Dru Down)                                      | Seven Minutes of Funk de The Whole Darn Family Shorty the Pimp de Don Julian and The Larks | 4:14  |
| 2.  | Ice Cream Man (featuring Luniz – Produit par Gino Blackwell et Knumskull)                 |                                                                                            | 5:18  |
| 3.  | Rescue 911 (featuring Yukmouth – Produit par Tone Capone et Dru Down)                     | Watching You de Slave Mothership Connection (Star Child) de Parliament                     | 6:37  |
| 4.  | Realer Than Real (Produit par Tone Capone)                                                | Take Me Just as I Am de Lyn Collins                                                        | 4:29  |
| 5.  | Rigged (Produit par K. Foster)                                                            |                                                                                            | 4:21  |
| 6.  | Bad Boys (featuring JT the Bigga Figga et Nick Nack – Produit par JT the Bigga Figga)     | Bad Boys d'Inner Circle                                                                    | 5:40  |
| 7.  | Should Have Said So (Produit par Robin Duhe)                                              |                                                                                            | 6:13  |
| 8.  | Talkin' Shit (Produit par Ant Banks)                                                      |                                                                                            | 4:45  |
| 9.  | Ain't No Stoppin' (featuring K. Foster, Treasure et V. Brinkly – Produit par K. Foster)   |                                                                                            | 3:40  |
| 10. | Hoo Ride (featuring Luniz – Produit par Gino Blackwell)                                   | (Not Just) Knee Deep de Funkadelic Gangsta Gangsta de N.W.A                                | 4:54  |
| 11. | Call Me Dru Down (Produit par Ant Banks)                                                  |                                                                                            | 3:38  |
| 12. | No One Loves You (featuring Yukmouth – Produit par Robin Duhe)                            | No One's Gonna Love You du S.O.S. Band                                                     | 4:00  |
| 13. | Talk How You Feel (featuring Numskull – Produit par Beeeach, C&H, Pure Cane et Knumskull) |                                                                                            | 3:45  |
| 14. | Fools from the Streets (featuring Luniz – Produit par C&H et Dru Down)                    | Can't Stay Away de Bootsy Collins                                                          | 5:11  |
| 15. | Bonus Track (featuring Luniz – Produit par)                                               | Impeach the President des Honey Drippers                                                   | 4:38  |